# Lilico
Lilico, i Japan ofta versaliserat som LiLiCo eller i katakana リリコ, född 16 november 1970 i Stockholm, är en svensk filmkritiker, författare och TV-personlighet som är verksam i Japan.
Lilico föddes som Ann-Sophie Lennerfors.. Hon har en japansk mamma och en svensk pappa.
Lilico flyttade till Japan 1988 och påbörjade strax därefter en karriär som sångare. År 2001 fick hon anställning som filmkritiker på den japanska tv-kanalen TBS.
Artistnamnet Lilico kommer från karaktären Lili (Phoebe Cates) från TV-serien Lace.
Lilico gör även rösten till Eric Cartman i den japanska dubbade versionen av South Park. Hon har även skrivit boken I Love Sweden (2008, Goma Books, ISBN 978-4777111213), som är en guidebok till Stockholm för japanska läsare.
Från 2014 till 2017 tävlade LiLiCo i japansk fribrottning för DDT Pro-Wrestling (DDT). Hon deltog i totalt 14 matcher och vann Ironman Heavymetalweight Championship två gånger samt DDT Extreme Championship och ingick i laget som vann KO-D 10-Man Tag Team Champions år 2017.
Hon har spelat in flera filmer och är sedan 2018 gift med skådespelaren Ryôhei Odai.